# PSR B1919+21
PSR B1919+21 – pulsar, znajdujący się w gwiazdozbiorze Liska, którego okres obrotu wynosi 1,3373 sekundy. Długość impulsu to 0,04 sekundy. Obiekt ten to pierwszy odkryty pulsar (zidentyfikowany w lipcu 1967 roku przez Jocelyn Bell Burnell). Początkowo nadano mu oznaczenie CP 1919. Jest również znany pod nazwą kodową PSR J1921+2153.

## Odkrycie
Zanim odkryta została faktyczna przyczyna wysyłania sygnałów elektromagnetycznych przez pulsar, jego badacze – Bell oraz jej promotor Antony Hewish rozważali dosyć poważnie możliwość istnienia życia pozaziemskiego:

W gruncie rzeczy nie wierzyliśmy, że otrzymujemy sygnały od innej cywilizacji, ale oczywiście taka koncepcja nurtowała nasze umysły, jako że nie mieliśmy żadnych dowodów na to, że mamy do czynienia z całkowicie naturalną emisją promieniowania radiowego. To bardzo ciekawa sprawa - jeśli komuś wydaje się, że udało mu się wykryć ślady życia gdzieś we Wszechświecie, jak w rozsądny sposób ogłosić takie wyniki badań? Komu powiedzieć o nich w pierwszej kolejności?

Zaobserwowane zjawisko otrzymało humorystyczne miano: "Małe zielone ludziki 1", które funkcjonowało w środowisku naukowym, zanim badaczom Thomasowi Goldowi oraz Fredowi Hoyle'owi udało się poprawnie określić źródło rejestrowanych sygnałów i stwierdzić, że jest nim bardzo szybko obracająca się gwiazda neutronowa o silnym polu magnetycznym.

## Kontrowersje związane z Nagrodą Nobla
W roku 1974, kiedy Hewish oraz Martin Ryle otrzymali Nagrodę Nobla z fizyki za pracę w dziedzinie radioastronomii oraz pulsarów, Fred Hoyle zgłosił skargę, oświadczając, że współlaureatką powinna zostać również Bell Burnell.

## Nawiązania w kulturze
Brytyjski post-punkowy zespół Joy Division wykorzystał graficzne przedstawienie impulsów radiowych wysyłanych przez PSR B1919+21 jako motyw na okładce swojego debiutanckiego albumu, "Unknown Pleasures".